# 김용석 (법조인)
김용석(金容奭, 1963년 8월 29일 ~ )은 대한민국의 법조인이다.

## 생애
1963년 서울시에서 태어난 김용석은 휘문고등학교와 서울대학교 법학과를 졸업하고 1984년 제26회 사법시험에 합격해 제16기 사법연수원을 수료했다. 군 법무관을 마치고 1990년 서울지방법원 동부지원 판사에 임용되어 청주지방법원, 수원지방법원 성남지원 판사와  법원행정처 기획법무담당관. 사법정책담당관, 대전지방법원 서산지원장, 대법원 재판연구관을 역임하고 부장판사에 승진하여 서울중앙지방법원. 부산고등법원, 수원지방법원(수석 부장판사), 서울고등법원에서 재판장을 하다가 2018년 2월 13일에 제20대 서울행정법원 법원장이 되었다.
서울고등법원 의료사건 전담 재판장과 가사사건 전담 재판장. 공정거래 전담 재판부 선임재판장으로 재직한 바가 있으며 특히 가사항고소송연구회 회장을 맡아 항소 사건의 통일적인 처리에 이론적인 기여를 했었던 김용석은 서울행정법원장으로 취임한 이후 "법관은 모든 분야를 통독하다시피해 민사·형사·행정 등 여러분야를 섭렵한 후 이를 바탕으로 특정 분야의 전문가로 성장해야 한다"고 하면서 "행정소송에 있어 개인의 실질적인 권리구제를 위해 새로운 유형의 행정소송인 의무이행소송'제도가 시급히 도입돼야 한다"고 했다. 2022년 2월 21일에 특허법원 원장으로 취임했다.